# 伊夫·黎雪
伊夫·黎雪（Yves Rocher，1930年4月7日—2009年12月26日）是法国商人，因建立伊夫·黎雪公司而出名。他是在美容护肤品、化妆品中使用天然成分的开拓者之一。
伊夫·黎雪先生于1930年4月7日出生在法国布列塔尼中心的拉卡西里镇。在他20多岁时，他从一位当地医生那里得到了一个以榕莨为主要成分的乳霜制作秘方。从此，他开始用手工制作乳霜并推荐给他人。伊夫·黎雪的乳霜取得了显著的成功，于是他决定以邮寄方式扩大销售。
对植物的热情，对其祖父所创植物园的迷恋，使得伊夫·黎雪逐步扩展了自己的知识面，并开发研制出了其他美容品。他家的阁楼既是实验室又是发货处。从此，信件蜂拥而至，包裹数量不断增加。
今天伊夫·黎雪建立在对环境和对女性尊重的基础上，正在不断创造出新的审美眼光。由此诞生了吸引今天全世界3000多万女性的植物化妆品理念。